# Lista över norska filmer från 1930-talet
Detta är en lista över norska filmer från 1930-talet.
- 1930 – Eskimå
- 1930 – Mot ukjent land. Norvegia-ekspedisjonen 1929/30
- 1930 – Kristine Valdresdatter
- 1931 – Glimt fra New York og den norske koloni
- 1931 – Det stora barndopet
- 1932 – Prinsessen som ingen kunne målbinde
- 1932 – Fantegutten
- 1932 – En glad gutt
- 1932 – Lalla vinner!
- 1932 – Skjærgårdsflirt
- 1933 – Vi som går kjøkkenveien
- 1933 – I kongens klær
- 1933 – Jeppe på bjerget
- 1934 – Op med hodet!
- 1934 – Syndare i sommarsol
- 1934 – Sangen om Rondane
- 1934 – Synnöve Solbakken
- 1934 – Liv
- 1935 – Samhold må til
- 1935 – Du har lovet mig en kone!
- 1935 – Kronprinsparets reise i Nord Norge
- 1936 – Norge for folket
- 1936 – Vi bygger landet
- 1936 – Vi vil oss et land...
- 1936 – Morderen uten ansikt
- 1937 – To levende og en død
- 1937 – By og land hand i hand
- 1937 – Ungt blod
- 1937 – Tattarbruden
- 1937 – Det drønner gjennom dalen
- 1938 – Ungen
- 1938 – Lenkene brytes
- 1938 – Eli Sjursdotter
- 1938 – Norge – et dikt i billeder
- 1938 – Bør Børson jr.
- 1939 – Familien på Borgan
- 1939 – De värnlösa
- 1939 – Gryr i Norden
- 1939 – Til Vesterheimen
- 1939 – Å, en så'n brud!
- 1939 – Gjest Baardsen – en norsk Lasse-Maja